# Égat
Égat (Èguet ['ɛɣət] en catalán) es una localidad  y comuna francesa, situada en el departamento de Pirineos Orientales en la región de Languedoc-Rosellón y comarca histórica de la Alta Cerdaña.
A sus habitantes se les conoce por el gentilicio de égatois en francés o egatans en catalán.

## Geografía
La comuna se encuentra situada en la frontera con España, en la Cerdaña.

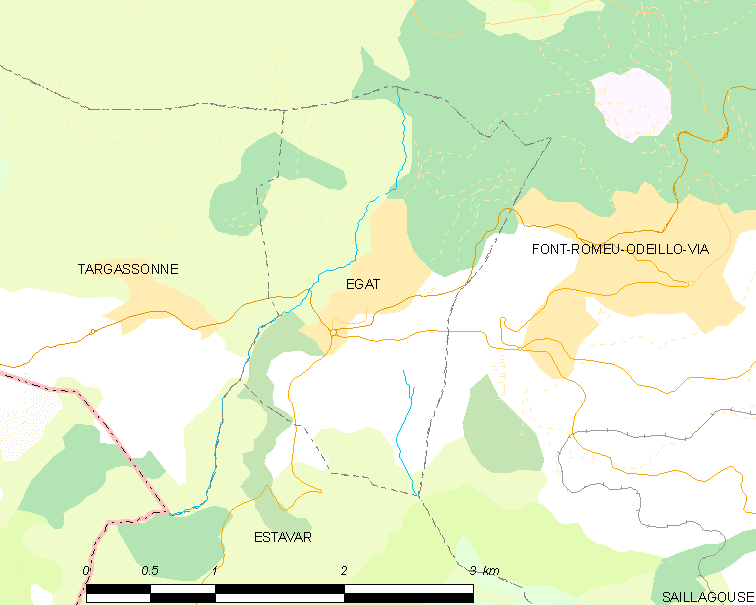
Situación de Égat

## Demografía
| 81 | 122 | 202 | 310 | 419 | 494 |
| Para los censos de 1962 a 1999 la población legal corresponde a la población sin duplicidades (Fuente: INSEE [Consultar]) |     |     |     |     |     |